# لورانس مارتن (صحفي)
لورانس مارتن هو صحفي كندي، ولد في 1948.